# Todo sobre mis padres
Todo sobre mis padres es el segundo EP de la banda madrileña de metal alternativo Skunk D.F. publicado en el 2000 a través de Goldtrack Records.

## Lista de canciones
1. "Mal karma"
2. "I was made for loving you" (Kiss cover)
3. "El cuarto oscuro"
4. "Omnipresente"
5. "Wasted years" (Iron Maiden cover)

## Créditos
- Germán González, voz.
- Pepe Arriols, bajo.
- Fernando Lamoneda, guitarra
- Raúl Guerra, guitarra.
- Álvaro García, batería.

- Datos: Q6147965